# 웨스트 미시간

서부 미시간의 대략적인 범위

웨스트 미시간(West Michigan)은 미국 미시간주 로어반도 서부 지역을 일컫는 말로 켄트군 그랜드래피즈, 머스키건군 머스키건, 홀랜드 등을 아우른다.